# 段若川
段若川（1941年—2003年10月1日），中國西班牙語文學研究者、翻譯者，原任北京大學西語系教授（正高級職稱）、博士生導師（北大西班牙語專業有趙德明、趙振江、段若川三位博士生導師）。
她是趙振江的妻子，夫婦二人是北大西語系西班牙語專業最早的两位畢業生和最早的两位留校任教師資。
1959年考進北京大學西語系法語專業，1960年與趙德明、趙振江同時調到新開辦的西班牙語專業，期間被選派到北京外國語學院西班牙語專業學習。
1964年與趙振江自北大畢業，留校任教（同學趙德明正在智利公費留學）。
曾被選送到墨西哥、西班牙、智利留學、研究，是中國的拉丁美洲文學爆炸和智利作家何塞·多諾索、加夫列拉·米斯特拉爾研究專家。
21世紀初應邀到台灣靜宜大學西語系做客座教授。
晚年患糖尿病和心臟病，仍在崗位上堅持著繁重的教學研究工作，因心臟病醫治無效去世，当時已在北大教了近40年的西語（參見學生滕威、顏妍等悼念她的文章）。

## 專書著作
- 《米斯特拉爾》
- 《安地斯山的神鷹——諾貝爾獎與魔幻現實主義》

## 譯作
- 《維加戲劇選》
- 《文學爆炸親歷記》

## 合著
- 《拉丁美洲文學史》（與趙德明、趙振江、孫成敖合作編寫）